# Christiansen Point
Christiansen Point är en udde i Antarktis. Den ligger i Östantarktis. Australien gör anspråk på området.
Terrängen inåt land är kuperad åt sydost, men åt sydväst är den platt. Havet är nära Christiansen Point åt nordväst. Trakten är obefolkad. Det finns inga samhällen i närheten. 
I omgivningarna runt Christiansen Point växer i huvudsak barrskog. Runt Christiansen Point är det ganska tätbefolkat, med 111 invånare per kvadratkilometer.